# Lauren Irwin
Pour les articles homonymes, voir Irwin.
Lauren Irwin, née le 20 août 1998 à Sunderland, est une rameuse britannique.

## Carrière
En 2022, elle remporte l'argent en huit aux Championnats d'Europe.
Lors du dernier jour des compétitions d'aviron aux Jeux olympiques d'été de 2024, elle remporte avec l'équipage britannique la médaille de bronze à huit.